# Egres-patak (Veszprém vármegye)
Az Egres-patak a Bakonyban ered, Veszprém vármegyében, mintegy 210 méteres tengerszint feletti magasságban. A patak forrásától kezdve északi-északnyugati irányban halad, majd Somlóvásárhelynél eléri a Torna-patakot.
Az Egres-patak vízgazdálkodási szempontból a Marcal Vízgyűjtő-tervezési alegység működési területét képezi.

## Part menti települések
- Pusztamiske
- Devecser
- Somlóvásárhely